# Layla El
Layla El (Londres, 25 de junho de 1977) é uma dançarina, modelo e ex-lutadora de luta livre profissional inglesa. Ela é conhecida pela sua passagem na WWE onde trabalhava sobre o nome de ringue de Layla.
Depois de frequentar uma faculdade de artes cênicas, El se tornou dançarina para a Carnival Cruise Lines, a franquia de Miami Heat da National Basketball Association, e também dançou para Kanye West no MTV Video Music Awards. Em 2006, ela foi concorrente no WWE Divas Search, onde ela ganhou o concurso e um contrato com a empresa.
Inicialmente ela apareceu no SmackDown, onde em seguida se mudou para a ECW em janeiro de 2007. Lá, ela formou um grupo de dança com Kelly Kelly e Brooke Adams chamado Extreme Exposé. Em 2008 ela foi convocada para o Raw, onde começou a trabalhar como manager de William Regal. No ano seguinte, ela voltou ao SmackDown e formou uma aliança com Michelle McCool, ficando conhecidas como LayCool.
Em maio de 2010 ela ganhou o WWE Women's Championship, fazendo dela a primeira britânica e a primeira vencedora do Diva Search a conquistar o título. Em abril de 2012, Layla ganhou o WWE Divas Championship pela primeira vez após retornar de sua lesão de um ano, segurando o título até setembro de 2012. Ela se aposentou da luta livre profissional em 29 de julho de 2015.

## Começo de vida
El nasceu e foi criada na Inglaterra, ascendência marroquina. Ela frequentou uma faculdade de artes cênicas em Londres.

## Carreira de dançarina
El foi dançarina para o Carnival Cruise Lines. Depois ela se juntou a Miami Heat da franquia National Basketball Association's, onde ela dançou por dois anos desde o início de 2004. Como parte do grupo de dança Miami Heat, ela recebeu um título. Durante este tempo, ela apareceu no palco com John Legend como parte de seus dançarinos. Ela também dançou para P. Diddy e Kanye West no MTV Video Music Awards.

## Carreira no wrestling profissional

### World Wrestling Entertainment / WWE (2006–2015)

#### Diva Search e aparições iniciais (2006–2007)

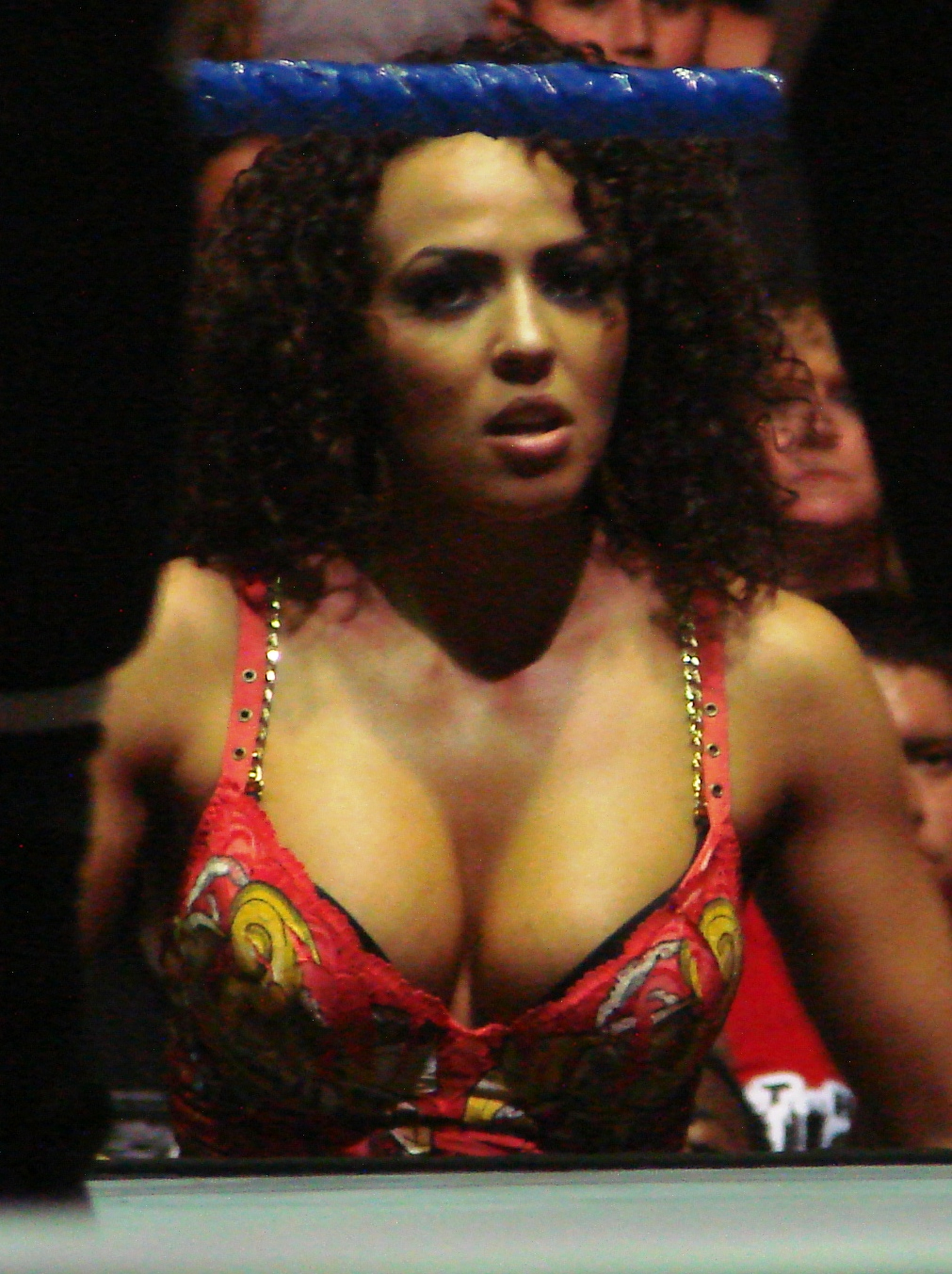
Layla no SmackDown! em 2007.

A primeira experiência de El no wrestling profissional ocorreu quando seu treinador sugeriu que ela concorresse no concurso WWE Diva Search em 2006 que valia $250.000 dólares. Depois da chamada de elenco, ela foi selecionada como uma das finalistas. Durante o concurso, ela ganhou uma semana de "imunidade" em 14 de Julho num episódio do SmackDown! depois de vencer a pista de obstáculos "Diva Boot Camp" de Sgt. Slaughter—apesar de ter saltado sobre vários pneus na seção de pneus no curso e não ter cruzado a linha de chegada com os dois pés, devido ela ter feito um espacate. Ela venceu outra competição, a "Diva Search Talent Show" em 11 de agosto, quando ela dançou vestida como uma oficial da policia. Ela venceu o Diva Search em 16 de agosto.
Ela fez sua primeira aparição "oficial" na WWE em 2006 no evento SummerSlam nos bastidores com várias outras divas. Durante o segmento, as outras mulheres inicialmente estavam a insultando e brincando com ela antes de revelar que "era tudo brincadeira" e parte de uma "iniciação" de sorte. Depois que a arrastou para o chuveiro, completamente vestida, onde passaram a espancá-la enquanto riam. Na semana após o SummerSlam, El fez sua estreia como membra da brand SmackDown! em uma entrevista com Mike "The Miz" Mizanin, embora ele não a permitiu falar muito, passando a maior parte do tempo falando de si mesmo. Posteriormente, ela não apareceu nos shows por quase um mês, reaparecendo em 22 de setembro no SmackDown! entrando em um confronto com Kristall e Jillian Hall.
Em outubro no No Mercy, ela foi envergonhada por The Miz, que a enganou vendando seus olhos e colocando-a para fazer um lap dance em  Big Dick Johnson enquanto ela pensava ser Miz. Em 20 de outubro, Layla participou de um concurso de dança com outras divas do SmackDown!, e foi escolhida como vencedora pelos juízes, Nicki e Aaron Carter. Apesar disso, The Miz que estava atuando como mestre de cerimônia, acabou declarando Kristall a vencedora. Na semana seguinte, Layla fez sua estreia oficial no ringue em uma "Diva Trick-or-Treat Battle Royal". A partida terminou de forma controverta quando ela foi retirada do ringue por The Miz, permitindo Kristal ganhar. Na semana seguinte, Layla se uniu com Big Vito em um combate sem sucesso contra The Miz e Kristal em uma mixed tag team match. Continuando a rivalizar com Kristal, Layla teve sua primeira luta individual em 1 de dezembro no SmackDown!, quando ela perdeu para Kristal. Em seu último combate para o SmackDown!, Layla se uniu com Ashley Massaro derrotando Kristal e Jillian Hall em 22 de dezembro, encerrando sua rivalidade com Kristal.

#### Extreme Exposé; manager de William Regal (2007–2009)

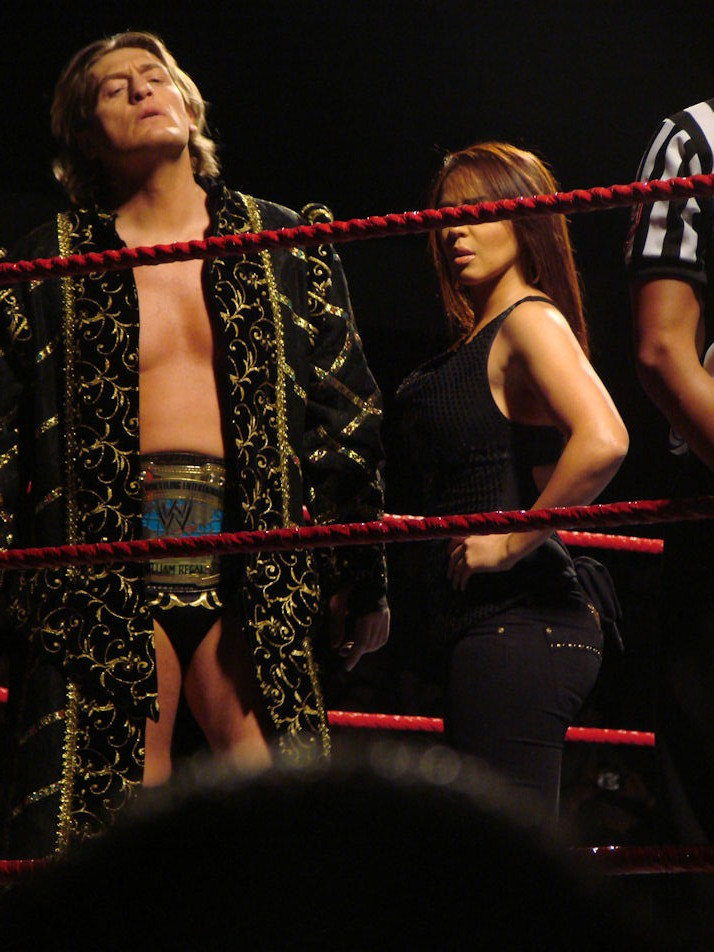
Layla com Intercontinental Champion William Regal em janeiro de 2009.

No mês seguinte, Layla foi movida para a brand ECW, onde fez sua estreia em 23 de janeiro de 2007. Ela se uniu com Brooke e Kelly Kelly para formar a Extreme Exposé. O trio durante meses realizava um segmento de dança semanal na ECW, coreografado por Layla. Em junho de 2007, The Miz foi transferido para a brand, o que levou a um enredo com a Extreme Exposé após todas elas se atraírem por ele. Quando Kelly começou a gostar de Balls Mahoney, Layla, Brooke e Miz começaram a ridicularizar ela. Em 1 de novembro, Brooke foi liberada de seu contrato com a WWE, a Extreme Exposé deixou de existir, fazendo Kelly e Layla terem uma rivalidade entre elas. Eles estavam em lados opostos em um combate de 10-divas tag team match Survivor Series, onde a equipe de Layla perdeu. Em dezembro, Layla formou uma aliança com Victoria, que se expandiu incluindo Lena Yada em janeiro de 2008, e o trio começou a rivalizar com Kelly. Na Wrestlemania XXIV, Layla era uma "Lumberjill" durante uma tag team match lumberjills. No mês seguinte, Layla fez parte da equipe vencedora de uma 6-divas tag team match Backlash.
Como parte do Supplemental Draft de 2008, no final de junho, Layla foi convocada para a brand Raw. Em 7 de julho no Raw, Layla fez sua estreia em um combate com Jillian Hall, perdendo para Mickie James e Kelly Kelly, que havia sido revelada como membro do Raw mais cedo naquela noite. Ela logo entrou em um enredo com Jamie Noble em que Noble tentou impressioná-la em seus combates—numa tentativa em vão—. Em 1 de setembro, Noble conseguiu derrotar William Regal, finalmente impressionando Layla. Na semana seguinte, no entanto, Layla escolheu se aliar com Regal, depois dele ter derrotado Noble em uma revanche. No próximo episódio do Raw, Layla reforçou sua decisão ao dizer para Noble que ela finalmente havia encontrado um homem digno. Ao longo dos meses, Layla competiu em poucos combates, passando a maior parte de seu tempo acompanhando Regal, estando presente quando Regal derrotou Santino Marella em 10 de novembro para ganhar o WWE Intercontinental Championship. Em 5 de abril, Layla competiu em uma battle royal na WrestleMania XXV, mas o combate foi ganho por Santina Marella.

#### Lay-Cool (2009–2011)
Em 15 de abril de 2009, Layla foi convocada para a brand SmackDown, como parte do Supplemental Draft 2009. Ela começou uma rivalidade com Eve Torres, e perdeu um concurso de dança e um combate de queda de braço para ela, a atacando nas duas ocasiões. Em 29 de maio no SmackDown, Layla perdeu um combate contra Torres. Depois, Layla novamente perdeu para Torres no WWE Superstars em 18 de junho.

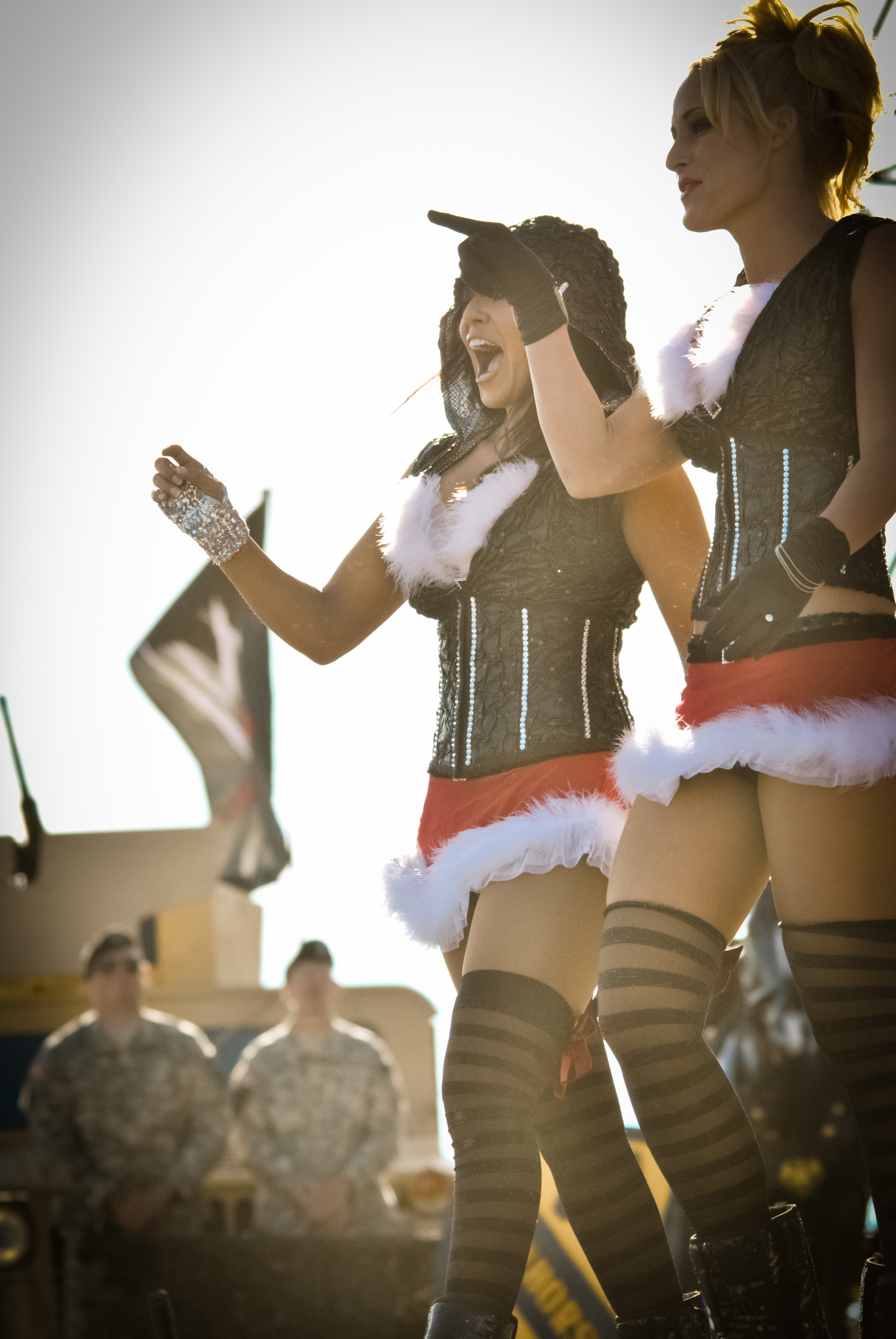
Lay-Cool: Layla, a esquerda, com Michelle McCool no Tribute to the Troops em dezembro de 2010.

Ela então formou uma aliança com Michelle McCool, mais tarde chamadas de LayCool. Elas então começaram a rivalizar com Mickie James em outubro, tirando sarro de seu peso e prometendo fazê-la deixar o SmackDown, logo após sua estreia na brand. No evento de pay-per-view Survivor Series, Layla esteve com McCool em sua equipe que perdeu para a equipe de James. Layla interferiu no combate entre McCool e James pelo WWE Women's Championship (1956–2010) no TLC: Tables, Ladders & Chairs, ajudando McCool a reter o título. Em janeiro de 2010, no Royal Rumble, antes do combate entre McCool e James, Layla apareceu vestida como James usando fatsuit. No entanto, James atacou Layla e derrotou McCool para ganhar o título pela quinta vez. Em 12 de fevereiro no SmackDown, Layla e McCool derrotaram James em uma handicap match criada pela gerente geral Vickie Guerrero, que tinha sido acidentalmente humilhada por James nos bastidores. Guerrero, em seguida, juntou-se à aliança LayCool, acompanhando-as ao ringue e interferindo em seus combates. No Elimination Chamber, Layla e McCool foram postas por Guerrero em um combate contra as divas do Raw Maryse e Gail Kim em uma inter-brand Divas tag team match, onde originalmente ocorreria o fim do torneio pelo WWE Divas Championship. Na WrestleMania XXVI, ela esteve na equipe vencedora de uma 10-Divas tag team match.
A equipe LayCool enfrentou a WWE Women's Champion Beth Phoenix em uma handicap match no dia 14 de maio no SmackDown. Layla fez o pinfall em Phoenix para ganhar o título, tornando-se a primeira mulher britânica a ganhar o título. Ela também é a primeira campeã do Diva Search a ganhar o título. Após sua vitória, a equipe LayCool começou chamando-se co-Women's Champions. Em 1 de junho, foi anunciado que LayCool seriam as mentoras de Kaval durante a segunda temporada do WWE NXT. Em 18 de julho, Layla fez sua primeira defesa do título, quando ela derrotou Kelly Kelly no Money in the Bank. Em 30 de julho, o gerente geral do SmackDown Theodore Long informou a LayCool que havia apenas uma Women's Champion, e elas tinham uma semana para decidir quem era. Na semana seguinte, LayCool revelou que elas haviam cortado o cinturão em dois, contornando as ordens de Long. Em setembro, Layla e McCool desafiaram a WWE Divas Champion Melina para um combate de unificação dos títulos no Night of Champions. McCool participou do combate e venceu com a ajuda de Layla, unificando os títulos para WWE Unified Divas Championship. Layla se tornou oficialmente a co-campeã, e defendeu o título contra Melina na noite seguinte no Raw. Depois de ambas defenderem o título com sucesso contra Natalya no Hell in a Cell e no Bragging Rights, elas a enfrentaram em uma handicap match no Survivor Series, onde Natalya venceu. Após o Survivor Series, Natalya e Phoenix formaram uma aliança e continuaram a rivalidade com LayCool, e no TLC: Tables, Ladders & Chairs em dezembro, LayCool perderam para elas na primeira tag team tables match das divas na WWE. LayCool usou sua clásula de revanche pelo título em 2011, o que as levou a uma handicap match no Royal Rumble. No entanto durante o evento, o anônimo gerente geral do Raw mudou o combate para uma fatal four-way envolvendo Eve Torres. Eve venceu Layla e se tornou a nova Divas Champion.
LayCool começou a se desentender após a perda do Divas Championship, onde começaram a participar de terapia de casais para se reconciliarem. Em 22 de abril no SmackDown, McCool atacou Layla durante uma de suas sessões de terapia. Durante o WWE Draft 2011 em 25 de abril, Layla perdeu uma partida contra Eve e em seguida foi atacada por McCool, mas foi capaz de contra atacar. Em 29 de abril, a dupla se enfrentou em um combate que terminou em countout duplo. Como resultado, a dupla se enfrentou no Extreme Rules em um combate com estipulações de loser leavers, sem desqualificação e countout em 1 de maio, onde Layla ganhou.

#### Lesões e campeã das Divas (2011–2013)
Layla anunciou que ela havia sofrido uma lesão no joelho em seu combate no Extreme Rules em 13 de maio no SmackDown, e foi interrompida por Michael Cole e atacada por Kharma. Mais tarde, naquele mês, foi confirmado que Layla tinha legitimamente rasgado o ligamento cruzado anterior e o ligamento colateral medial, tendo necessidade de uma cirurgia.
Layla fez seu retorno no ringue em um evento da Florida Championship Wrestling em março de 2012. Ela voltou para o roster principal da WWE no pay-per-view Extreme Rules em 29 de abril, substituindo Beth Phoenix, que não havia sido clinicamente liberada para competir, em uma luta pelo WWE Divas Championship. Apesar da interferência de Brie Bella para ajudar sua irmã, Layla derrotou Nikki Bella para se tornar a campeã do título pela segunda vez(*). Na noite seguinte no Raw, ela defendeu com sucesso o título contra Brie e Nikki em uma triple threat match, e reteve duas vezes contra Beth nos pay-per-views Over the Limit e No Way Out em maio e junho, respectivamente. Em 28 de junho, no Raw, Layla esteve presente em um segmento com Cyndi Lauper e os Hall of Famers Roddy Piper e Wendi Richter com Heath Slater, que acabou com Lauper quebrando um certificado de disco na cabeça de Slater. Na edição do Raw 1000 em 23 de julho, Layla apareceu nos bastidores com AJ Lee, quando AJ estava se preparando para seu casamento com Daniel Bryan. Em 20 de agosto no Raw, Kaitlyn ganhou uma battle royal para se tornar a concorrente de Layla pelo Divas Championship. No Night of Champions, Kaitlyn foi retirada de combate após uma lesão nos bastidores, onde no enredo Booker T colocou Eve Torres para substitui-lá. Torres derrotou Layla para se tornar a nova Divas Champion.
Layla derrotou Torres em um combate não-título no Superstars para ganhar uma chance de disputar o Divas Championship. Ela recebeu seu combate pelo título no dia 15 de outubro, mas não foi bem sucedida, e falhou novamente em recuperar o título em uma triple threat match no Hell in a Cell. Em 12 de novembro, no Raw, em uma partida valendo o direito de um combate pelo Divas Championship, Layla foi derrotada por Kaitlyn. Em 16 de dezembro no evento Tables, Ladders & Chairs, Layla competiu em uma "Santa's Little Helpers" battle royal para determinar a oponente de Torres naquele noite, mas falhou em vencer.
No início de 2013, Layla e Kaitlyn desenvolveram brevemente uma rivalidade com Tamina Snuka, ganhando dela em combates em equipe e perdendo em combates solos, com Tamina aliando-se com Aksana em algumas ocasiões. Em 2 de agosto no SmackDown, Layla se aliou com AJ Lee ao salvá-la de um ataque de Kaitlyn, tendo um heel turn no processo e custando o combate de Kaitlyn pelo Divas Championship. Layla chegou a derrotar Kaitlyn em competições individuais e em combates com AJ Lee como sua parceira. Em 6 de setembro no SmackDown, Layla, Alicia Fox e Aksana se juntaram com AJ Lee em uma rivalidade com o elenco do Total Divas, atacando naquela mesma noite The Bella Twins e The Funkadactyls. Em 16 de setembro no Raw, Layla em equipe com Alicia Fox e Aksana perderam contra Brie Bella e The Funkadactyls. No final de 2013, Layla teve um hiato na WWE devido a questões pessoais.

#### Várias storylines e aposentadoria (2014–2015)

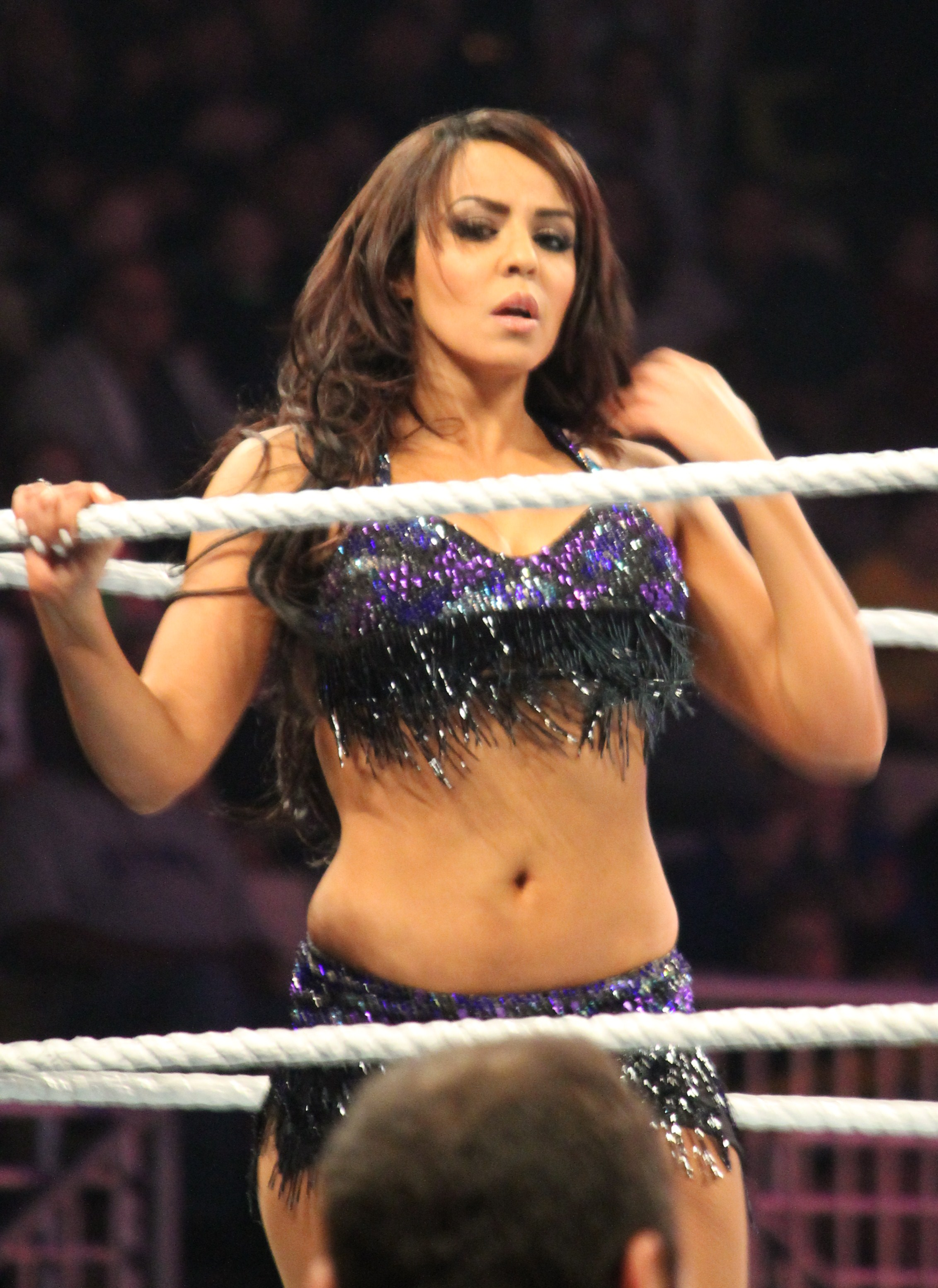
Layla como valet de Fandango em 2014.

Ela retornou em um evento não televisionado em 14 de março de 2014, fazendo sua primeira aparição na TV na semana seguinte em um episódio do WWE Main Event, onde ela e Alicia Fox perderam para The Funkadactyls (Naomi e Cameron). Layla participou da WrestleMania XXX pelo WWE Divas Championship em uma Divas Invitational match que foi ganha por AJ. Na semana seguinte, ela substituiu Summer Rae como dançarina e valet de Fandango, incluindo sua rivalidade com Santino Marella e Emma, derrotando-os em 14 de abril no Raw. Em 25 de abril no SmackDown, Layla e Fandango estavam programados para um combate de tag team, mas o combate foi interrompido durante a entrada da dupla quando a The Shield (Dean Ambrose, Seth Rollins e Roman Reigns) atacou Fandango com um triple powerbombed sobre duas mesas para ganhar vantagem no evento principal da noite em uma handicap match contra Fandango e outros superstars.
Em maio, Layla entrou em um torneio para determinar a nova campeã feminina do NXT, mas perdeu para Natalya na primeira rodada. Rae voltou em 19 de maio, atacando Layla. Competindo para descobrir quem ficaria com Fandango, Layla e Rae repetidamente se atacaram mutuamente, o que levou a uma luta no Money in the Bank com Fandango como o árbitro especial, que Layla ganhou. Durante uma revanche em julho no SmackDown, Layla e Rae atacaram Fandango, antes de dançar uma com a outra. A partir do Battleground, o par formou uma aliança, distraindo Fandango durante os seus combates, fazendo-o perder. Em sua primeira luta como uma equipe, Layla e Rae, agora chamando-se "Slayers", perderam para AJ Lee e Paige no episódio de 18 de julho do SmackDown. As Slayers venceu sua primeira luta no Main Event em 2 de setembro, onde derrotaram Rosa Mendes e Natalya. Elas também faziam parte da equipa de Paige no Survivor Series, mas ambas foram eliminadas e sua equipe perdeu o combate. Em janeiro de 2015, Layla foi submetida a uma cirurgia por razões desconhecidas e as Slayers calmamente dissolvida.
Layla retornou em 18 de abril em um episódio do Main Event, onde ela derrotou Emma. Em 29 de julho de 2015, a WWE anunciou que Layla tinha decidido se aposentar do wrestling profissional.

## Modelagem
Desde que venceu o concurso Diva Search, El também fez um trabalho de modelagem. Ela tem sido destaque em revistas como King, Smooth, e foi capa da primeira edição da Liquid. Ela também posou para a FHM com os outros membros do Extreme Exposé. Layla, junto com Beth Phoenix e Candice Michelle, apareceu na edição de fevereiro de 2009 da revista Flex.

## Outras mídias
Em abril de 2007, Layla e outras WWE Divas, Kelly Kelly, Brooke, Torrie Wilson, Ashley, e Maryse estiveram no videoclipe da música "Throw It On Me" de Timbaland com The Hives. Durante a semana de 5 de novembro de 2007, Layla apareceu em cinco episódios da Family Feud com outros superstars da WWE. Em 6 de fevereiro de 2008 ela apareceu no Project Runway com várias outras WWE Divas como parte do desafio da semana. Ela também apareceu como instrutora em episódio do Celebrity Fit Club Boot Camp em 13 de abril de 2008.
Em 2012, Layla foi classificada como número 95 na Hot 100 da Maxim.
| Videoclipes | Videoclipes      | Videoclipes | Videoclipes                           |
| Ano         | Título           | Papel       | Notas                                 |
| ----------- | ---------------- | ----------- | ------------------------------------- |
| 2007        | "Throw It On Me" | Ela mesma   | Videoclipe de Timbaland ft. The Hives |

| Televisão | Televisão                    | Televisão | Televisão                                |
| Ano       | Título                       | Papel     | Notas                                    |
| --------- | ---------------------------- | --------- | ---------------------------------------- |
| 2007      | Family Feud                  | Ela mesma | "WWE Superstars vs Divas" (5 episódios)  |
| 2008      | Project Runway               | Ela mesma | "Raw Talent" (4ª temporada, episódio 10) |
| 2008      | Celebrity Fit Club Boot Camp | Ela mesma | 6ª Temporada; instrutora                 |

## Vida pessoal
Layla já morou em Miami, Flórida, e em Los Angeles, Califórnia. Sua mãe morreu em 2008 aos 48 anos devido ao câncer de mama. A mãe de El tinha lutado três vezes contra a doença nos últimos 20 anos. Em outubro de 2012, El apareceu em um comercial da WWE e Susan G. Komen for the Cure para promover a consciência para encontrar uma cura para o câncer de mama. El é casada com William Regal, desde 2004,e possui 3 filhos: Daniel, Dale e Bailey.

## No wrestling

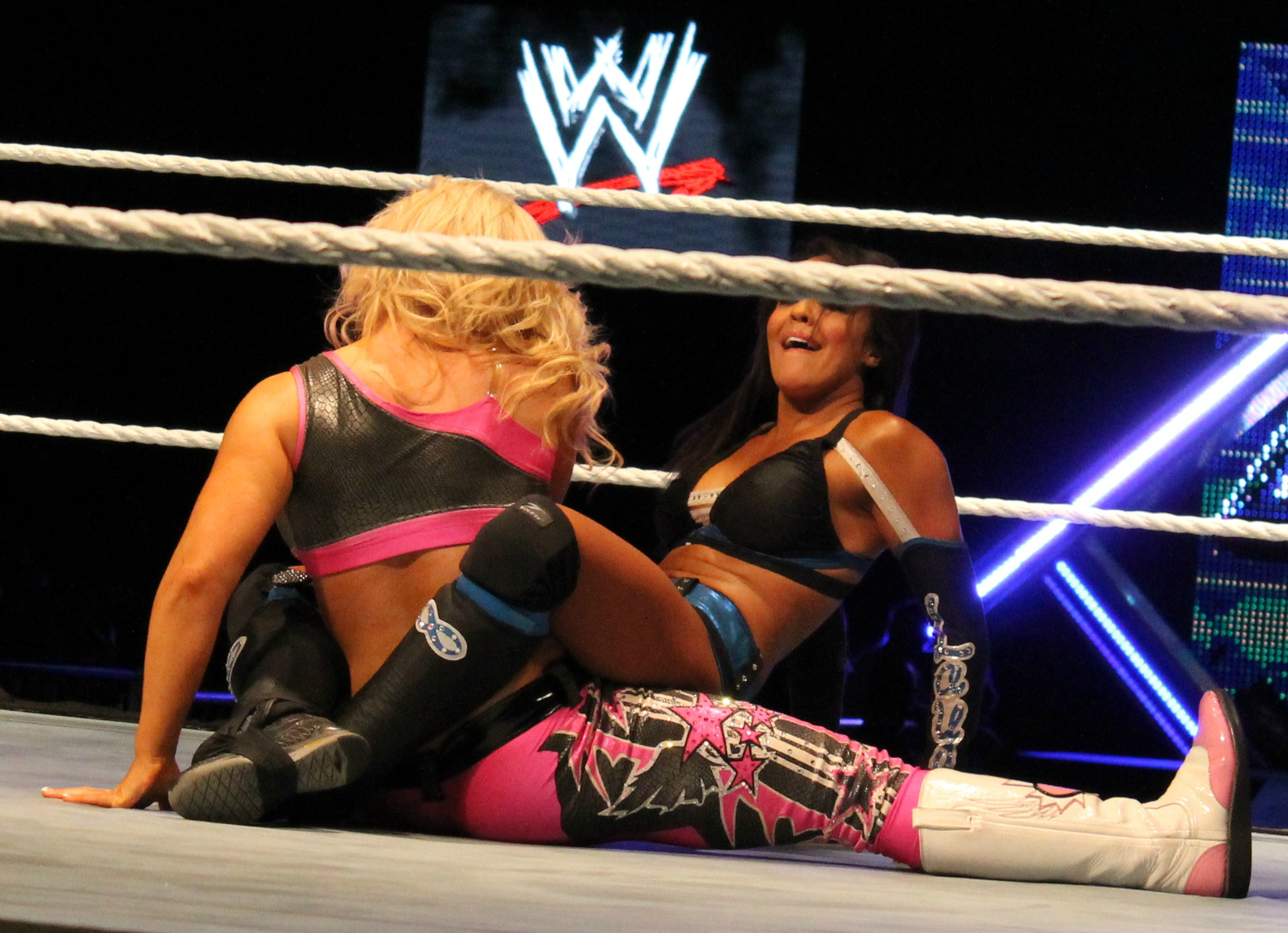
Layla aplicando um Bodyscissors em Natalya.

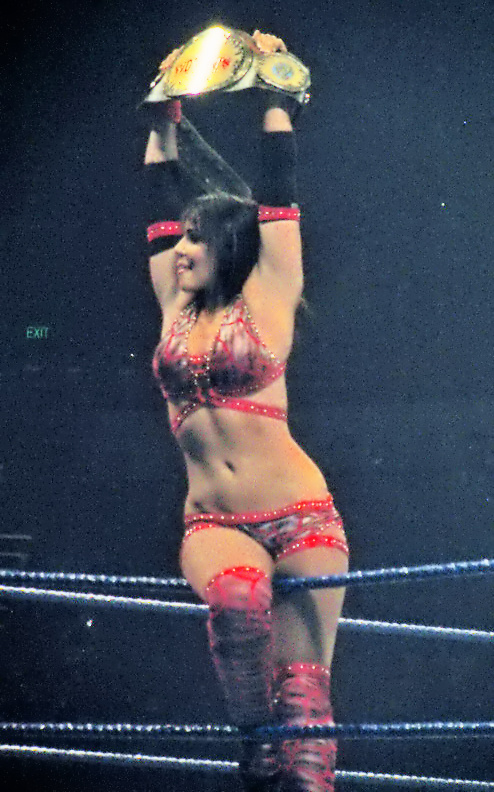
Layla foi a primeira britânica e a última lutadora a conquistar o Campeonato Feminino da WWE.

- Movimentos de finalização
  - Bombshell[138] (Roundhouse kick)[139][140]
  - The Facelift[2][141] (Diving somersault inverted facelock jawbreaker)[2][142][142]
  - The Layout[2][143] (Neckbreaker)[2][144][145]
  - Spinning roundhouse kick[31][32]
- Movimentos secundários
  - Infinity[146] (Arm drag revertido para o pin)[2][147]
  - LOL – Lots of Layla (Springboard crossbody)[148][149][150]
  - Múltiplas variações de chute:
    - Back[151][152]
    - Shoot em um oponente de pé ou sentado[153]
    - Front drop nas costas do oponente[154]

  - Roll-up, às vezes enquanto prende a perna do oponente[155][156]
  - Snapmare[2]
  - Spinning facebuster[2]
  - Wrenching head scissors[2]
- Managers
  - Vickie Guerrero[2]
- Wrestlers de quem foi manager
  - The Miz[2]
  - Jamie Noble[2]
  - William Regal[2]
  - Fandango
- Temas de entrada
  - "Not Enough for Me" por Jim Johnston[157] (2009–2012, 2014–2015)
  - "Insatiable" cantado por Patsy Grime e composta por Jim Johnston[158] (2012–2013)

## Títulos e prêmios
- Pro Wrestling Illustrated
  - PWI classificou-a como a #6  das 50 melhores wrestlers femininas no PWI Female 50 em 2012[159]
- World Wrestling Entertainment
  - WWE Divas Championship (1 vez)[82]
  - WWE Women's Championship (1 vez)[56]
  - WWE Diva Search (2006)[160]
  - Slammy Award para "Momento Idiota do Ano" (2010) – Lay-Cool perde para Mae Young[161] — com Michelle McCool